# 数え上げの和の法則
初等組合せ論における和の法則（わのほうそく、英: rule of sum）あるいは加法原理 (addition principle) は基本的な数え上げ原理の一つである。簡単に言えば、「ある試行に関する場合が A 通りと別のある場合が B 通りあり、それらが同時に起こることがないならば、それらの場合の選び方は A + B 通りある」ということを述べるものである。
より厳密には、和の法則は集合に関する一つの事実「どの二つも互いに素な集合の有限個の集まりの大きさの和が、それら集合の合併の大きさに等しい」を言うものである。式で書けば {\displaystyle |S_{1}|+|S_{2}|+\cdots +|S_{n}|=|S_{1}\sqcup S_{2}\sqcup \dotsb \sqcup S_{n}|} が成り立つ（右辺は、族の非交和の濃度である）。

## 簡単な例
一人の女性が、今日はどこか一つの店で買い物をしようと、街の北側へ行くか南側へ行くか考えている。北側へ行けばモール・家具店・宝石店の 3 通りの選択肢があり、南側へ行けば洋服店・靴店の 2 通りの選択肢がある。よって、この女性が今日買い物に行く可能性のある店は 3 + 2 =5 通りである。

## 包含と切除の原理
包含と切除の原理は、和の法則の一般化と考えることができ、それ自身も適当な集合族の合併の元の数を数えるものである（しかし、考える集合が互いに交わらないとは仮定しない）。
A1, …, An が有限集合のとき、{\displaystyle {\biggl |}\bigcup _{i=1}^{n}A_{i}{\biggr |}=\sum _{i=1}^{n}|A_{i}|-\sum _{1\leq i<j\leq n}|A_{i}\cap A_{j}|+\sum _{1\leq i<j<k\leq n}|A_{i}\cap A_{j}\cap A_{k}|-\dotsb +(-1)^{n-1}|A_{1}\cap \dotsb \cap A_{n}|} が成り立つ。